# Cícero Semedo
Pour les articles homonymes, voir Semedo.
Cícero Casimiro Sanches Semedo, dit Cícero, né le 8 mai 1986 à Seia au Portugal, est un footballeur international bissau-guinéen. Il évolue au poste d'attaquant au SC Beira-Mar.

## Biographie

### Carrière en équipe nationale
Cícero Semedo joue son premier match en équipe nationale le 9 octobre 2010 lors d'un match des éliminatoires de la Coupe d'Afrique 2012 contre l'Angola (défaite 1-0). Le 9 février 2011, il marque un triplé en sélection lors d'un match amical contre la Gambie (victoire 3-1). 
Au total, il compte neuf sélections officielles et cinq buts en équipe de Guinée-Bissau depuis 2010.

## Palmarès
- Avec le FC Astana :
  - Champion du Kazakhstan en 2014

## Statistiques

### Buts en sélection
Le tableau suivant liste les résultats de tous les buts inscrits par Cícero Semedo avec l'équipe de Guinée-Bissau.